# U-Bahnhof Leyendeckerstraße
Der U-Bahnhof Leyendeckerstraße ist eine Station der Stadtbahn Köln. Der im Stadtteil Ehrenfeld gelegene U-Bahnhof wird von den Linien 3 und 4 der Kölner Verkehrsbetriebe bedient. Er wurde im Jahr 1992 eröffnet und verfügt über zwei Gleise. Der Ein- und Ausstieg wird über einen Mittelbahnsteig abgewickelt.

## Lage
Die Station liegt im Stadtteil Ehrenfeld unter der Venloer Straße, die in nordwestlicher Richtung aus Köln herausführt. Dort liegt sie an der Kreuzung der Venloer Straße mit der Leyendeckerstraße und der Hospeltstraße.

## Architektur
Die U-Bahn-Station hat Zwischenebenen an beiden Ausgängen. Die Gleisebene befindet sich in einer größeren Halle, deren Wände und Decke als Einheit künstlerisch gestaltet sind. Die Gewölbegestaltung wurde im Jahr 2014 aufwändig saniert, die Haltestelle konnte zwischen Ende Oktober und Ende November nachts wegen der Sanierungsarbeiten nicht befahren werden. Ein zweiter Bauabschnitt zur Fortsetzung der Sanierungsarbeiten ist für Frühjahr 2015 geplant.
Der Mittelbahnsteig ist als Hochflur-Bahnsteig angelegt, mit dem vorhandenen Aufzug zur Straße ist der Bahnhof damit barrierefrei.

## Linien
| Linie | Linienverlauf | Takt   |
| ----- | --- | ------ |
| 3     | Thielenbruch – Dellbrück – Holweide – Buchheim – Buchforst – Koelnmesse – Bf. Deutz/Lanxess Arena – U Severinstraße – U Poststraße – U Neumarkt – U Appellhofplatz (Breite Straße) – U Friesenplatz – U Hans-Böckler-Platz/Bahnhof West – U Piusstraße – U Körnerstraße – U Venloer Straße/Gürtel (Bf. Ehrenfeld) – U Leyendeckerstraße – U Rochusplatz – U Akazienweg – Bocklemünd – Mengenich – Görlinger-Zentrum | 10 min |
| 4     | Leverkusen-Schlebusch – Köln-Dünnwald – Höhenhaus – Mülheim Wiener Platz – Koelnmesse – Bf. Deutz/Lanxess Arena – U Severinstraße – U Poststraße – U Neumarkt – U Appellhofplatz (Breite Straße) – U Friesenplatz – U Hans-Böckler-Platz/Bahnhof West – U Piusstraße – U Körnerstraße – U Venloer Straße/Gürtel (Bf. Ehrenfeld) – U Leyendeckerstraße – U Rochusplatz – U Akazienweg – Bocklemünd                   | 10 min |

Die Linie 3 verkehrt werktags alle 10 Minuten. Auf der etwa 22 km langen Strecke, die mit einer durchschnittlichen Geschwindigkeit von 26 km/h befahren wird, befinden sich 32 Haltestellen, davon sind 11 U-Bahnhöfe. Die Linie verkehrt teilweise nur ab/bis Holweide.
Die Linie 4 fährt ebenfalls werktags im Zehn-Minuten-Takt. Die Strecke der Linie 4 ist ähnlich lang (22 km), bei 29 Haltestellen (davon 12 U-Bahnhöfe) kann eine durchschnittliche Geschwindigkeit von 28 km/h gefahren werden. Abends sowie sonntagvormittags fährt die Linie 4 nur bis Bickendorf Rochusplatz.

## Belege
1. ↑  Archivierte Kopie (Memento des Originals vom 2. Januar 2015 im Internet Archive)  Info: Der Archivlink wurde automatisch eingesetzt und noch nicht geprüft. Bitte prüfe Original- und Archivlink gemäß Anleitung und entferne dann diesen Hinweis.
2. ↑  Archivierte Kopie (Memento des Originals vom 2. Januar 2015 im Internet Archive)  Info: Der Archivlink wurde automatisch eingesetzt und noch nicht geprüft. Bitte prüfe Original- und Archivlink gemäß Anleitung und entferne dann diesen Hinweis.